# Коагуляция (дисперсная система)
Коагуляция (от лат. coagulatio — свертывание, сгущение) и флокуляция (от лат. flocculi — клочья, хлопья) — физико-химические процессы слипания мелких частиц дисперсных систем в более крупные агрегаты под влиянием сил сцепления с образованием коагуляционных структур.
Коагуляция ведёт к выпадению из коллоидного раствора осадка или к застудневанию. Коагуляция может быть как самопроизвольной (старение) с расслаиванием коллоидного раствора на твёрдую фазу и дисперсную среду и достижением состояния минимальной энергии, так и искусственно вызванной с помощью специальных реактивов (коагулянтов или флокулянтов).
Коагуляция — это процесс уменьшения степени дисперсности и числа частиц дисперсной системы путём слипания первичных частиц. В результате коагуляции обычно происходит выпадение (седиментация) дисперсной фазы или хотя бы изменение свойств первичной дисперсной системы.

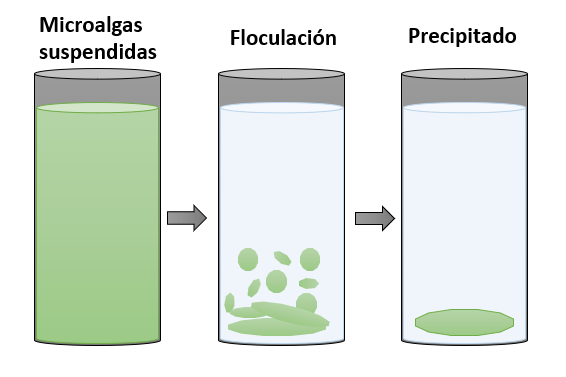
Флокуляция

Флокуляция — вид коагуляции, при которой укрупнённые частицы дисперсной фазы представляют собой крупные рыхлые хлопьевидные агрегаты – флокулы, способные к быстрому оседанию или всплыванию. В качестве флокулянтов часто применяют синтетические полимерные материалы, в частности полиакриламид. Макромолекулы полимеров одновременно адсорбируются на нескольких дисперсных частицах с образованием связующих мостиков между частицами дисперсной фазы, как бы склеивающих эти частицы в крупные агрегаты. Из неорганических флокулянтов применяют активную кремниевую кислоту. Мостиковый механизм и обусловленная размерами макромолекул флокулянтов бо́льшая рыхлость образующихся агрегатов отличают флокуляцию от обычной коагуляции, при которой происходит непосредственная агрегация частиц. При очистке природных вод высокомолекулярные флокулянты часто используют совместно с коагулянтами: флокулянты «сшивают» микрохлопья, возникшие в результате введения коагулянтов. При этом микрохлопья объединяются в крупные агрегаты, седиментация которых протекает значительно быстрее.
Коагуляционные структуры образуются при потере дисперсной системой агрегативной устойчивости, при достаточном содержании дисперсной фазы обеспечивается армирование всего объема дисперсной системы. Соответствующее содержание коллоидно-дисперсной фазы, способное «отверждать» жидкую дисперсную среду, может быть очень малым (особенно в случае резко анизометрических частиц), например всего лишь несколько процентов по массе для бентонитовых глин, и еще значительно меньше для нитевидных частиц.
Характерным свойством коагуляционных структур наряду с относительно невысокой прочностью является их обратимость по отношению к механическим воздействиям — способность к самопроизвольному восстановлению после механических разрушений (в подвижной дисперсной среде); это свойство называют тиксотропией. Коагуляционные дисперсные структуры образуются пигментами и наполнителями лаков, красок, полимеров. Характерный пример тиксотропных структур — это пространственные сетки, возникающие в дисперсиях глин при их коагуляции под действием электролитов.
Теория коагуляции (М. Смолуховский) развита на основе следующих представлений: частицы дисперсной фазы совершают независимое друг от друга броуновское движение до тех пор, пока при сближении двух частиц расстояние между их центрами не делается равным так называемому радиусу сферы влияния d. Эта величина приблизительно равна сумме радиусов частиц, что соответствует их непосредственному контакту. На этом расстоянии появляются (сразу, скачком!) силы взаимодействия между частицами, в результате чего создается возможность их агрегирования. В результате коагуляции происходит взаимодействие только двух частиц, так как вероятность столкновения большего числа частиц очень мала. Таким образом, сталкиваются одиночные частицы, образуя двойные, одиночные с двойными, двойные друг с другом, тройные с одиночными и т. д. Такое представление процесса коагуляции позволяет формально свести его к теории бимолекулярных химических реакций.

## Применение
Коагуляция с применением химических реактивов применяется при водоподготовке.

## Старение
Скорость старения зависит от напряжения на границе раздела фаз, радиуса частиц, коэффициента диффузии, температуры и растворимости макрофазы. Монодисперсные системы стареют крайне медленно. Слияние капель жидкости или газовых пузырьков называется коалесценцией. При слиянии твёрдые частицы сохраняют свою прежнюю форму.
Электролиты в диспергаторе ускоряют старение (электрокоагуляция).
Столкновения частиц, происходящие ввиду  броуновского движения, далеко не всегда приводят к их слиянию. Двойной электрический слой, окружающий дисперсные частицы, отталкивает их друг от друга. Электролиты разрушают и деформируют этот слой, ускоряя коалесценцию. Эффективность процесса зависит от вида электролита (лиотропные ряды ионов) и его валентности.
Склонность гидрофобных золей к разрушению под воздействием небольших добавок электролитов была замечена давно и послужила объектом большого числа экспериментальных и теоретических работ.
Многочисленными исследованиями влияния электролитов на устойчивость гидрофобных золей установлено, что коагулирующее действие электролита зависит от заряда ионов. Коагуляция идет с заметной скоростью лишь при концентрации электролита, превышающей некоторое критическое значение, называемое порогом коагуляции ск. Выше этой концентрации (в области медленной коагуляции) скорость коагуляции растет с ростом концентрации, пока не достигнет некоторого предела, после которого (в области быстрой коагуляции) перестает зависеть от концентрации электролита. Очевидно, что области быстрой коагуляции соответствует полная дестабилизация частиц дисперсной фазы. Сопоставление коагулирующего действия электролитов с их влиянием на электрокинетические свойства показало, что порог коагуляции соответствует уменьшению электрокинетического потенциала примерно до 30 мВ, тогда как приближение к области быстрой коагуляции ведет к падению z-потенциала до весьма малых значений. Уже из этого факта можно сделать вывод, что именно электростатическое отталкивание коллоидных частиц ответственно за устойчивость таких гидрозолей. По эмпирическому правилу Шульце-Гарди порог коагуляции определяется в основном валентностью противоионов: отношение порогов коагуляции одно-, двух- и трёхвалентных противоионов приближенно равно 1:0,016:0,0013 (соответственно отношение обратных величин — коагулирующих способностей равно 1:60:700).
Вместе с тем, наряду с общим уменьшением порога коагуляции с ростом валентности противоионов наблюдаются более слабые различия коагулирующих способностей ионов одной валентности — так называемые лиотропные ряды ионов, — связанные с различием их поляризуемости и гидратируемости.

## Комментарии
1. ↑  В зарубежной литературе по коллоидной химии термины coagulation и flocculation часто рассматривают как синонимы. В отечественных изданиях флокуляцию принято считать одним из видов коагуляции. Дополнительные сведения по терминологии и теории флокуляции можно найти в книге Д. Неппера[3].